# 窄瓣
《窄瓣》（Stenopetala）是新西兰食虫植物协会的官方出版物，为季刊。其内容包括园艺资讯，实地考察报告、文献评论及品种描述。该期刊创办于1982年，原名为《新西兰食虫植物协会杂志》（New Zealand Carnivorous Plant Society Journal）。2002年，其更名为《窄瓣》。2016年停刊。